# Plan de Arroyo, Veracruz
Plan de Arroyo är en ort i Mexiko.   Den ligger i kommunen Uxpanapa och delstaten Veracruz, i den sydöstra delen av landet, 500 km sydost om huvudstaden Mexico City. Plan de Arroyo ligger 71 meter över havet och antalet invånare är 747.
Terrängen runt Plan de Arroyo är platt åt nordväst, men åt sydost är den kuperad. Plan de Arroyo ligger nere i en dal.  Trakten runt Plan de Arroyo är nära nog obefolkad, med mindre än två invånare per kvadratkilometer. Närmaste större samhälle är Poblado 10, 17,3 km öster om Plan de Arroyo. I omgivningarna runt Plan de Arroyo växer i huvudsak städsegrön lövskog.